# Comuna Năsturelu, Teleorman
Năsturelu este o comună în județul Teleorman, Muntenia, România, formată din satele Năsturelu (reședința) și Zimnicele.

## Demografie
Componența etnică a comunei Năsturelu
     Români (85,05%)
     Romi (7,92%)
     Alte etnii (0%)
     Necunoscută (7,03%)
Componența confesională a comunei Năsturelu
     Ortodocși (89,32%)
     Penticostali (2,89%)
     Alte religii (0,67%)
     Necunoscută (7,12%)
Conform recensământului efectuat în 2021, populația comunei Năsturelu se ridică la 2.248 de locuitori, în scădere față de recensământul anterior din 2011, când fuseseră înregistrați 2.619 locuitori. Majoritatea locuitorilor sunt români (85,05%), cu o minoritate de romi (7,92%), iar pentru 7,03% nu se cunoaște apartenența etnică. Din punct de vedere confesional, majoritatea locuitorilor sunt ortodocși (89,32%), cu o minoritate de penticostali (2,89%), iar pentru 7,12% nu se cunoaște apartenența confesională.

## Istorie
La sfârșitul secolului al XIX-lea, comuna făcea parte din plasa Marginea a județului Teleorman și era alcătuit din satele Năsturelu și Zimnicele cu o populație de 776 de locuitori. În comună exista o școală mixtă frecventată de 18 elevi și două biserici.
Anuarul Socec din 1925 consemnează comuna în plasa Alexandria a aceluiași județ și cu o populație de 1402 de locuitori.
În anul 1950, comuna a trecut în administrația raionului Alexandria al regiunii Teleorman, raion care, doi ani mai târziu, a fost inclus în regiunea București. 
În anul 1968, comuna a trecut la județul Teleorman, căpătând actuala formă.

## Personalități
- Florea Puiu Simion (n. 1949 - d. 2019), interpret de muzică populară

## Politică și administrație
Comuna Năsturelu este administrată de un primar și un consiliu local compus din 11 consilieri. Primarul, Dănuț-Florin Cristea[*], de la Partidul Social Democrat, este în funcție din octombrie 2020. Începând cu alegerile locale din 2024, consiliul local are următoarea componență pe partide politice:
|  | Partid                          | Consilieri | Componența Consiliului | Componența Consiliului | Componența Consiliului | Componența Consiliului | Componența Consiliului | Componența Consiliului | Componența Consiliului |
|  | ------------------------------- | ---------- | ---------------------- | ---------------------- | ---------------------- | ---------------------- | ---------------------- | ---------------------- | ---------------------- |
|  | Partidul Social Democrat        | 7          |                        |                        |                        |                        |                        |                        |                        |
|  | Partidul Național Liberal       | 3          |                        |                        |                        |                        |                        |                        |                        |
|  | Alianța pentru Unirea Românilor | 1          |                        |                        |                        |                        |                        |                        |                        |